# NGC 2213
NGC 2213 (другое обозначение — ESO 57-SC70) — рассеянное скопление в созвездии Столовая Гора.
Этот объект входит в число перечисленных в оригинальной редакции «Нового общего каталога».
Радиальное распределение голубых отставших звёзд в скоплении согласуется с распределением обычных звёзд-гигантов, что не свидетельствует о том, что NGC 2213 имеет сегрегацию масс, однако могут быть другие факторы, например, наличие подсистем чёрных дыр, которые могут приаодить к такому распределению.